# 劉易斯頓 (紐約州)
劉易斯頓（英語：Lewiston）是一個位於美國紐約州尼亞加拉縣的鎮。

## 人口
根據2020年美國人口普查的數據，劉易斯頓的面積為106.53平方千米，當中陸地面積為96.14平方千米，而水域面積為10.39平方千米。當地共有人口15944人，而人口密度為每平方千米150人。